# Integral de Gauß
La integral de Gauß és una integral definida, que fou calculada per primera vegada per Gauß. És la base de la distribució normal (o distribució gaussiana). És un element fonamental de la teoria de la probabilitat.
La integral s'expressa habitualment com
{\displaystyle \int _{-\infty }^{\infty }e^{-x^{2}}\,dx={\sqrt {\pi }}~,}
o, de forma equivalent, com
{\displaystyle \int _{0}^{\infty }e^{-x^{2}}\,dx={\frac {\sqrt {\pi }}{2}}.}
La demostració d'aquesta integral està basada en el Teorema de Fubini.

## El càlcul de la integral
El càlcul de la integral es pot obtenir a partir del teorema del residu de l'anàlisi complexa, i també es pot calcular amb un procediment analític.
Sigui I el valor d'aquesta integral. Aleshores,
{\displaystyle I^{2}=\int _{0}^{\infty }e^{-x^{2}}dx\,\int _{0}^{\infty }e^{-y^{2}}dy\,=\int _{0}^{\infty }\int _{0}^{\infty }e^{-(x^{2}+y^{2})}dxdy~.}
En la darrera d'aquestes igualtats estem emprant el teorema de Fubini. En la integració emprem dos símbols diferents, x i y, per a les dues variables d'integració perquè cadascuna d'elles hi té un paper independent. Aquesta expressió es pot veure també com el producte de dues funcions simètriques respecte a la recta y=x.
Ara passem a coordenades polars amb els canvi 
{\displaystyle x=\rho \cos \theta }, 
{\displaystyle y=\rho \sin \theta },
{\displaystyle dxdy=\rho d\rho d\theta .}.
Obtenim així, 
{\displaystyle I^{2}=\iint _{\mathbb {R} ^{+}\times [0,\,{\frac {\pi }{2}}]}\mathrm {e} ^{-\rho ^{2}}\,\rho \,\mathrm {d} \rho \,\mathrm {d} \theta }
Com abans, les variables {\displaystyle \rho } i {\displaystyle \theta } se separen. Per tant, 
{\displaystyle I^{2}=\int _{0}^{\frac {\pi }{2}}d\theta \,\int _{0}^{\infty }e^{-\rho ^{2}}\rho d\rho }
La primera integral és immediata. Per calcular la segona cal fer el canvi u en lloc de ρ² i canviar, per tant, ρ dρ per {\displaystyle {\frac {du}{2}}}. Obtenim d'aquesta manera, 
{\displaystyle I^{2}={\frac {\pi }{2}}\int _{0}^{\infty }{\rho e^{-\rho ^{2}}d\rho }={\frac {\pi }{4}}\int _{0}^{\infty }{e^{-u}du}={\frac {\pi }{4}}}
Com que l'exponencial és sempre positiva, fent l'arrel quadrada obtenim el resultat de la integral {\displaystyle I}, que estavem cercant. Això és, 
{\displaystyle I=\int _{0}^{\infty }e^{-x^{2}}\,dx={\frac {\sqrt {\pi }}{2}}.}

## La integral de les funcions gaussianes
La integral de qualsevol funció gaussiana es pot reduir a una integral de Gauss.
{\displaystyle \int _{-\infty }^{\infty }ae^{-(x+b)^{2}/c^{2}}\,dx.}
La constant a es pot treure fora de la integral. Aleshores, substituint x per y - b obtenim 
{\displaystyle a\int _{-\infty }^{\infty }e^{-y^{2}/c^{2}}\,dy.}
Fent el canvi de y per cz obtenim 
{\displaystyle ac\int _{-\infty }^{\infty }e^{-z^{2}}\,dz}
{\displaystyle =ac{\sqrt {\pi }}.}